# Christus Koning (Zaandam)
Christus Koning is een standbeeld en oorlogsmonument in de Nederlandse plaats Zaandam.

## Achtergrond
Het beeld werd opgericht als gedenkteken ter herinnering aan de Tweede Wereldoorlog. Het werd gemaakt door beeldhouwer Jan Verdonk en geplaatst bij de katholieke Sint-Bonifatiuskerk. Het monument werd op 31 oktober 1948, de dag van het hoogfeest van Christus Koning onthuld.

## Beschrijving
Centraal in het monument staat Christus, gekroond als koning. Hij is omhangen met een mantel en draagt in zijn linkerhand een rijksappel, in zijn rechterhand houdt hij een kruisstaf. Aan weerszijden zijn reliëfs geplaatst, met aan Christus' rechterzijde vier geknielde mannen en aan de linkerzijde vier vrouwen, waarvan twee met kind.
In de bakstenen sokkel is een plaquette aangebracht met de tekst: 

DANK AAN
CHRISTUS KONING
VOOR BEHOUD IN
OORLOGSNOOD
GELOFTE OFFER
3 DEC. 1944